# Krok-Fjord
Der Krok-Fjord (norwegisch Krokfjorden ‚Krumme Förde‘, in Australien Crooked Fjord) ist ein 17,5 km (nach australischen Angaben 22 km) langer, schmaler und geschwungener Fjord an der Ingrid-Christensen-Küste des ostantarktischen Prinzessin-Elisabeth-Lands. Er liegt zwischen der Mule-Halbinsel und der Zunge des Sørsdal-Gletschers am Südende der Vestfoldberge.
Norwegische Kartografen, die ihn auch benannten, kartierten ihn anhand von Luftaufnahmen, die bei der Lars-Christensen-Expedition 1936/37 entstanden.